# Telescola
A Telescola, oficialmente Ensino Básico Mediatizado e anteriormente designado como Ciclo Preparatório TV, foi um sistema de ensino via televisão, que arrancou em Portugal a 6 de janeiro de 1965, com programação produzida nos estúdios da Radiotelevisão Portuguesa, exibida diariamente pela emissora de televisão pública. 
Os alunos eram acompanhados nos postos de receção por monitores. A intenção era permitir o cumprimento aos alunos da escolaridade obrigatória, na altura o 1.º e 2.º anos do Ciclo Preparatório (atuais 5.º e 6.º do Ensino Básico). A nível geográfico a telescola pretendia servir as zonas rurais isoladas e zonas suburbanas com escolas superlotadas. 
Esta via de ensino sofreu alterações e a partir de 1988 deixou de ter emissões diárias na televisão e passou a ser leccionada através de cassetes VHS. 
Este sistema de ensino foi oficialmente extinto em 2004. A telescola portuguesa foi na altura considerada um dos métodos de ensino tecnológico mais bem sucedidas na Europa. . 
Em 2020 por consequência da pandemia causada pelo COVID-19, Portugal decidiu retomar este método de ensino através do canal RTP Memória, com o nome de Estudo em Casa.